# Pression (Lachenmann)
Pression für einen Cellisten ist eine Komposition von Helmut Lachenmann.
Widmung: „Für Werner Taube“, Uraufführung: 30. September 1970 in Como durch Italo Gomez.
Das Werk ist 1969 bis 1970 entstanden, graphisch notiert (Aktionsnotation, teilweise in space notation), dauert knapp 9 Minuten und enthält eine Fülle neuer Spieltechniken. „Abgewandelt und komponiert werden hier Druckverhältnisse bei Klang-Aktionen am Cello.“ Der Druck variiert dabei von sehr leicht bis überdrückt, der normale „ordinario“-Strich tritt nur an einer Stelle auf. Das gesamte Instrument wird abgeklopft, gerieben, bestrichen. Gestrichen wird nicht nur mit der rechten Hand, sondern genauso auch links (die Saiten bzw. den Bogen entlang).
2010 hat Helmut Lachenmann eine Neufassung von Pression erstellt.
Wie Guero und Dal niente ist es eine Studie für erweiterten Instrumentengebrauch.

## Aufnahmen
- Michael Bach, 1991, cpo.
- Walter Grimmer, 1991, col legno.
- Pierre Strauch, 1992, Accord.
- Lucas Fels, 1995, Auvidis Montaigne.
- Lauren Radnofsky, 2012, mode records.